# Anton Nowak

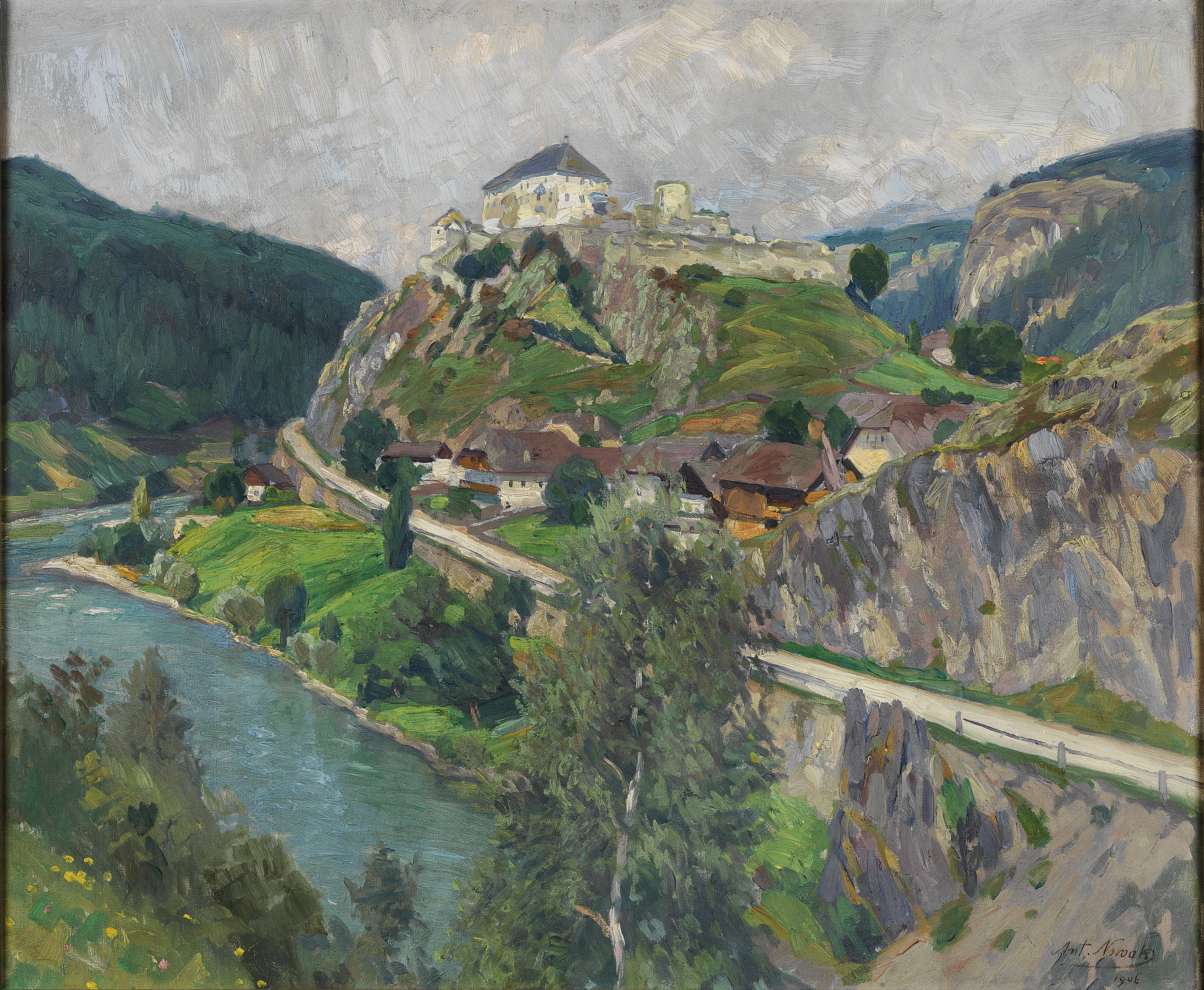
1906 landscape paintings, 1906 oil on canvas paintings, 20th-century paintings in the Österreichische Galerie Belvedere

Anton Nowak (Marburg an der Drau, 10 de maio de 1865 - Brno, 28 de maio de 1932) foi um artista e designer gráfico austríaco.

## Vida
Nowak nasceu em Marburg an der Drau e estudou na Academia de Belas Artes de Viena, sob orientação de Christian Griepenkerl e Leopold Karl Müller. Em 1894, ele se juntou ao Vienna Künstlerhaus.
Ele foi um membro fundador do movimento artístico chamado Secessão de Viena, e teve um trabalho exibido na primeira exposição do grupo. Nowak contribuiu com xilogravuras a revista do grupo Ver Sacrum, inspirando-se no norte do Adriático região. Ele estava no comitê de trabalho do grupo em 1898, 1902, e serviu como presidente do grupo em 1908-09.
Ele também pintou aquarelas da zona rural austríaca e da cidade de Brno, onde dirigia uma escola de pintura. Ele pode ter morrido na cidade, mas isso não é certo.

## Estilo
As pinturas de Nowak eram de cores vivas e naturalistas; sob a influência da Secessão, ele experimentou o pontilhismo no estilo de Théo van Rysselberghe. Seu trabalho como designer estava firmemente dentro da tradição da Secessão. Ele foi influenciado por Theodor von Hörmann.